# Neolophonotus leucopygus
Neolophonotus leucopygus är en tvåvingeart som beskrevs av Engel 1927. Neolophonotus leucopygus ingår i släktet Neolophonotus och familjen rovflugor. Inga underarter finns listade i Catalogue of Life.